# Miren que grabes!
Regardez comme ils sont importants !
L'eau-forte Miren que grabes! (en français Regardez comme ils sont importants (graves) !) est une gravure de la série Los caprichos du peintre espagnol Francisco de Goya. Elle porte le numéro 63 dans la série des 80 gravures. Elle a été publiée en 1799.

## Interprétations de la gravure
Il existe divers manuscrits contemporains qui expliquent les planches des Caprichos. Celui qui se trouve au Musée du Prado est considéré comme un autographe de Goya, mais semble plutôt chercher à dissimuler et à trouver un sens moralisateur qui masque le sens plus risqué pour l'auteur. Deux autres, celui qui appartient à Ayala et celui qui se trouve à la Bibliothèque nationale, soulignent la signification plus décapante des planches.
- Explication de cette gravure dans le manuscrit du Musée du Prado :
La estampa indica que estos son dos brujos de conbeniencias y autori.d q.e han salido à hacer un poco de exercicio à caballo.
(L'estampe indique que ce sont deux sorciers ayant des biens et de l'autorité, sont sortis faire un peu d'exercice à cheval)[3].

- Manuscrit de Ayala :
Dos personajes bestiales hacen ejercicio a caballo. El uno célebre por lo devoto y el otro por lo ladrón.
(Deux personnages bestiaux font de l'exercice à cheval. un passe pour être dévot et l'autre pour être un voleur)[3].

- Manuscrit de la Bibliothèque nationale :
No se ven en el mundo más que monstruosidades: dos fieras monstruosas llevan a cuesta a dos personas: el uno da por ser valiente, pero ladrón; el otro por fanático, pero salvaje. Tales son los Reyes y Principales magistrados de los pueblos; y con todo esto los llaman de lejos; les aclaman y les confían el gobierno.
(On ne voit dans le monde que des monstruosités : deux bêtes monstrueuses portent sur leur dos deux personnes: un passe pour être courageux mais voleur ; l'autre pour être fanatique mais est un sauvage. Tels sont les Rois et les Principaux magistrats des villages ; et avec cela, on les réclament de loin, on les acclame et on leur confie le gouvernement)[3].

Deux ours à tête d'âne portent sur leur dos deux monstres mi-hommes, mi-animaux. L'un paraît courageux mais voleur, l'autre fanatique mais sauvage, comme les gouvernants qui dirigent le peuple qui pourtant les acclame. 

## Technique de la gravure

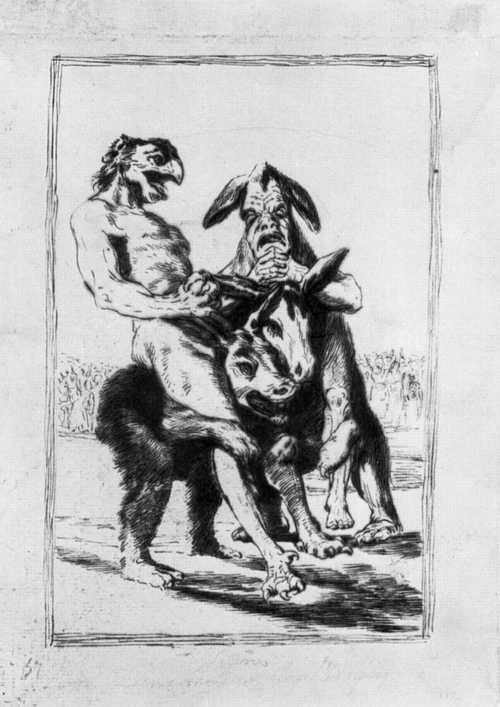
Dessin préparatoire.

L'estampe mesure 212 × 162 mm sur une feuille de papier de 306 × 201 mm.
Goya a utilisé l'eau-forte, l'aquatinte et la pointe sèche.
Le dessin préparatoire est intitulé : « Sueño 8. Los Zanganos de las Brujas ». Il est à l'encre de noix de galle avec des traces de crayon noir. Dans la marge supérieure à droite, au crayon : « 8 ». Dans la marge inférieure, au crayon : « Sueño / Los Zanganos de las Brujas ». Dans la marge inférieure gauche, au crayon : « 112 ». Dans la marge inférieure droite, au crayon : « 112 ». Le dessin préparatoire mesure 229 × 165 mm.

## Catalogue
- Numéro de catalogue G02151 de l'estampe au Musée du Prado.
- Numéro de catalogue D04203 du dessin préparatoire au Musée du Prado.
- Numéro de catalogue 51-1-10-63 au Musée Goya de Castres.